# Кернаскледан
Кернаскледан (фр. Kernascléden) насеље је и општина у Француској у региону Бретања, у департману Морбијан.
По подацима из 2011. године у општини је живело 434 становника, а густина насељености је износила 46,87 становника/km².

## Демографија
| 1962. | 1968. | 1975. | 1982. | 1990. | 2011. |
| ----- | ----- | ----- | ----- | ----- | ----- |
| 480   | 468   | 468   | 434   | 382   | 434   |